# Baâlon
 Baâlon  es una población y comuna francesa, en la región de Lorena, departamento de Mosa, en el distrito de Verdún y cantón de Stenay.

## Demografía
| 340 | 272 | 282 | 286 | 287 | 267 |
| Para los censos de 1962 a 1999 la población legal corresponde a la población sin duplicidades (Fuente: INSEE [Consultar]) |     |     |     |     |     |